# Mościszcze 1
Mościszcze 1 (biał. Масцішча 1; ros. Мостище 1) – wieś na Białorusi, w obwodzie witebskim, w rejonie brasławskim, w sielsowiecie Plusy.

## Historia
W czasach zaborów wieś leżała w granicach Imperium Rosyjskiego.
W latach 1921–1945 wieś leżała w Polsce, w województwie nowogródzkim (od 1926 w województwie wileńskim), w powiecie brasławskim, w gminie Plusy.
Powszechny Spis Ludności z 1921 roku podał łącznie dane z wsi Mościszcze I i Mościszcze II. Zamieszkiwało tu 125 osób, 93 było wyznania rzymskokatolickiego, 4 prawosławnego, a 8 staroobrzędowego. Jednocześnie 70 mieszkańców zadeklarowało polską przynależność narodową, a 55 białoruską. Było tu 25 budynków mieszkalnych. W 1931 we wsi Mościszcze I w 10 domach zamieszkiwały 52 osoby.
Wierni należeli do parafii rzymskokatolickiej w Plusach i prawosławnej w Brasławiu. Miejscowość podlegała pod Sąd Grodzki w Brasławiu i Okręgowy w Wilnie; właściwy urząd pocztowy mieścił się w Plusach.
W wyniku napaści ZSRR na Polskę we wrześniu 1939 miejscowość znalazła się pod okupacją sowiecką. Od czerwca 1941 roku pod okupacją niemiecką. W 1944 miejscowość została ponownie zajęta przez wojska sowieckie i włączona do Białoruskiej SRR.
Od 1991 w składzie niepodległej Białorusi.